# Пам'ятки історії Ярмолинецького району
У Ярмолинецькому районі Хмельницької області згідно з даними управління культури, туризму і курортів Хмельницької облдержадміністрації перебуває 49 пам'яток історії. З них 47 увічнюють пам'ять переможців у радянсько-німецькій війні.
| № пп | Охорон. номер | Найменування                                               | Місцезнаходження                            | Рік встановлення  | Автор                                  |
| ---- | ------------- | ---------------------------------------------------------- | ------------------------------------------- | ----------------- | -------------------------------------- |
| 1    | 2133          | Братська могила радянських воїнів                          | смт Ярмолинці, вул. Залізнична, 3           | 1970              | № 34 від 21.02.1990                    |
| 2    | 2134          | Братська могила військовополонених                         | смт Ярмолинці, вул. Залізнична, 54          | 2001              | № 34 від 21.02.1990                    |
| 3    | 2399          | Братська могила жертв фашизму                              | смт Ярмолинці, вул. Залізнична, 54          | 1970              | № 34 від 21.02.1990                    |
| 4    | 1583          | Пам'ятний знак на честь воїнів-земляків                    | смт Ярмолинці, вул. Першотравнева, 2        | 1969              | № 66 від 11.03.1972                    |
| 5    | 2042          | Пам'ятник трудової діяльності                              | смт Ярмолинці, вул. Пушкіна, 36             | 1975              | № 73 від 01.04.1987                    |
| 6    | 1536          | Братська могила радянських воїнів                          | смт Ярмолинці, вул. 600-річчя Ярмолинець, 1 | 1956              | Львівська КСФ                          |
| 7    | 2132          | Будинок, де розміщувався волосний ревком і комітет бідноти | смт Ярмолинець вул. 600-річчя Ярмолинець, 3 | 1988              | місцеві майстри                        |
| 8    | 1537          | Пам'ятний знак на честь воїнів-односельчан                 | с. Антонівці                                | 1967, заміна 1975 | Хмельницькі ХВМ                        |
| 9    | 1538          | Пам'ятний знак на честь воїнів-односельчан                 | с. Баламутівка                              | 1968              | місцеві майстри                        |
| 10   | 220019-Н      | Геодезичний пункт дуги Струве «Баранівка»                  | 100 м на північний захід від с. Баранівка   | 2003              | місцеві майстри                        |
| 11   | 1592          | Пам'ятний знак на честь воїнів-односельчан                 | с. Баранівка, вул. Л. Українки, 2           | 1983              | Львівська КСФ                          |
| 12   | 1593          | Пам'ятний знак на честь воїнів-односельчан                 | с. Боднарівка, вул. Григоренка, 25          | 1977              | Житомирські ХВМ                        |
| 13   | 1539          | Пам'ятний знак на честь воїнів-односельчан                 | с. Буйволівці                               | 1969              | № 66 від 11.03.1972                    |
| 14   | 1540          | Пам'ятний знак на честь воїнів-односельчан                 | с. Вербка, вул. Центральна                  | 1967              | № 66 від 11.03.1972                    |
| 15   | 1594          | Пам'ятний знак на честь воїнів-односельчан                 | с. Вербка-Мурована, вул. Затонського, 25    | 1970              | № 31 від 19.01.1983                    |
| 16   | 1595          | Пам'ятний знак на честь воїнів-односельчан                 | с. Верхівці, вул. Котовського, 9            | 1982              | № 31 від 19.01.1983                    |
| 17   | 1541          | Пам'ятний знак на честь воїнів-односельчан                 | с. Глушківці, вул. Л. Українки, 27          | 1968              | № 66 від 11.03.1972                    |
| 18   | 1646          | Пам'ятний знак на честь воїнів-односельчан                 | с. Жилинці                                  | 1984              | Київське ХВО «Художник»                |
| 19   | 1991          | Пам'ятний знак на честь воїнів-односельчан                 | с. Іванівка                                 | 1971              | Львівська КСФ                          |
| 20   | 1585          | Братська могила партизан                                   | с. Іванківці, вул. Центральна, 34           | 1949              | місцеві майстри                        |
| 21   | 1542          | Пам'ятний знак на честь воїнів-односельчан                 | с. Іванківці, вул. Центральна, 34           | 1967              | місцеві майстри                        |
| 22   | 1543          | Пам'ятний знак на честь воїнів-односельчан                 | с. Кадиївка, вул. Перемоги, 6               | 1967              | ?Львівська КСФ                         |
| 23   | 1992          | Пам'ятний знак на честь воїнів-односельчан                 | с. Коритна, вул. Рибалка, 8                 | 1983              | Львівська КСФ, скульптор А. М. Попіков |
| 24   | 1598          | Пам'ятний знак на честь воїнів-односельчан                 | с. Корначівка, вул. Шухевича, 25            | 1969              | Львівська КСФ                          |
| 25   | 1599          | Пам'ятний знак на честь воїнів-односельчан                 | с. Круті Броди, вул. Жовтнева               | 1975              | Львівська КСФ                          |
| 26   | 1603          | Пам'ятний знак на честь воїнів-односельчан                 | с. Лугове, вул. Центральна                  | 1973              | місцеві майстри                        |
| 27   | 1544          | Пам'ятний знак на честь воїнів-односельчан                 | с. Михайлівка, вул. Степова                 | 1969              | Львівська КСФ                          |
| 28   | 1531          | Братська могила радянських воїнів                          | с. Михайлівка                               | 1957              | Львівська КСФ                          |
| 29   | 1545          | Пам'ятний знак на честь воїнів-односельчан                 | с. Михалківці, вул. Шевченка, 19а           | 1966              | місцеві майстри                        |
| 30   | 1546          | Пам'ятний знак на честь воїнів-односельчан                 | с. Монастирок, вул. Б. Хмельницького, 55    | 1967              | місцеві майстри                        |
| 31   | 1547          | Пам'ятний знак на честь воїнів-односельчан                 | с. Москалівка, вул. 40-річчя Перемоги, 3    | 1967              | Львівська КСФ                          |
| 32   | 1532          | Братська могила радянських воїнів                          | с. Нове Село                                | 1969 заміна 1997  | Львівська КСФ                          |
| 33   | 1624          | Пам'ятний знак на честь воїнів-односельчан                 | с. Пасічна, вул. Волошина                   | 1967              | Львівська КСФ                          |
| 34   | 1625          | Пам'ятний знак на честь воїнів-односельчан                 | с. Перегінка                                | 1971              | Львівська КСФ                          |
| 35   | 1548          | Пам'ятний знак на честь воїнів-односельчан                 | с. Правдівка, вул. Шляхова, 2               | 1967              | місцеві майстри                        |
| 36   | 1533          | Братська могила радянських воїнів                          | с. Правдівка, вул. Центральна, 176          | 1955              | Львівська КСФ                          |
| 37   | 1549          | Пам'ятний знак на честь воїнів-односельчан                 | с. Савинці, вул. Чкалова, 1                 | 1968              | Львівська КСФ                          |
| 38   | 1629          | Пам'ятний знак на честь воїнів-односельчан                 | с. Слобідка                                 | 1977              | місцеві майстри                        |
| 39   | 1550          | Пам'ятний знак на честь воїнів-односельчан                 | с. Соколівка, вул. Центральна, 22           | 1968              | Львівська КСФ                          |
| 40   | 1551          | Пам'ятний знак на честь воїнів-односельчан                 | с. Солобківці, вул. Грушевського, 53        | 1965              | місцеві майстри                        |
| 41   | 2131          | Братська могила жертв фашизму                              | 1 км на південний схід від с. Солобківці    | 1989              | місцеві майстри                        |
| 42   | 1534          | Братська могила радянських воїнів                          | с. Солобківці, вул. Грушевського, 41        | 1953 заміна 1990  | Львівська КСФ                          |
| 43   | 1552          | Пам'ятний знак на честь воїнів-односельчан                 | с. Соснівка                                 | 1967, заміна 1985 | Київське ХВО «Художник»                |
| 44   | 1535          | Братська могила радянських воїнів                          | с. Соснівка                                 | 1950              | Львівська КСФ                          |
| 45   | 1553          | Пам'ятний знак на честь воїнів-односельчан                 | с. Стріхівці                                | 1968              | Львівська КСФ                          |
| 46   | 1638          | Пам'ятний знак на честь воїнів-односельчан                 | с. Тарасівка, вул. Шкільна, 1               | 1980              | місцеві майстри                        |
| 47   | 1554          | Пам'ятний знак на честь воїнів-односельчан                 | с. Шарівка, майдан Центральний              | 1967 заміна 1983  | Київське ХВО «Художник»                |
| 48   | 2130          | Братська могила жертв фашизму                              | 200 м на захід від села Шарівка             | 1969 заміна 2004  | місцеві майстри                        |
| 49   | 1639          | Пам'ятний знак на честь воїнів-односельчан                 | с. Ясенівка, вул. Грушевського              | 1981              | Київське ХВО «Художник»                |
|      |               |                                                            |                                             |                   |                                        |